# Ram (jezero)
Ram (hebrejsky בריכת רם, B(e)rechat Ram, v anglickém přepisu Berekhat Ram, arabsky بحيرة رام, Birket Ram) je kráterové jezero na severu Golanských výšin, východně od drúzské vesnice Mas'ade. Leží v nadmořské výšce 950 m. Lemují ho pahorky Har Ram a Har Kramim.

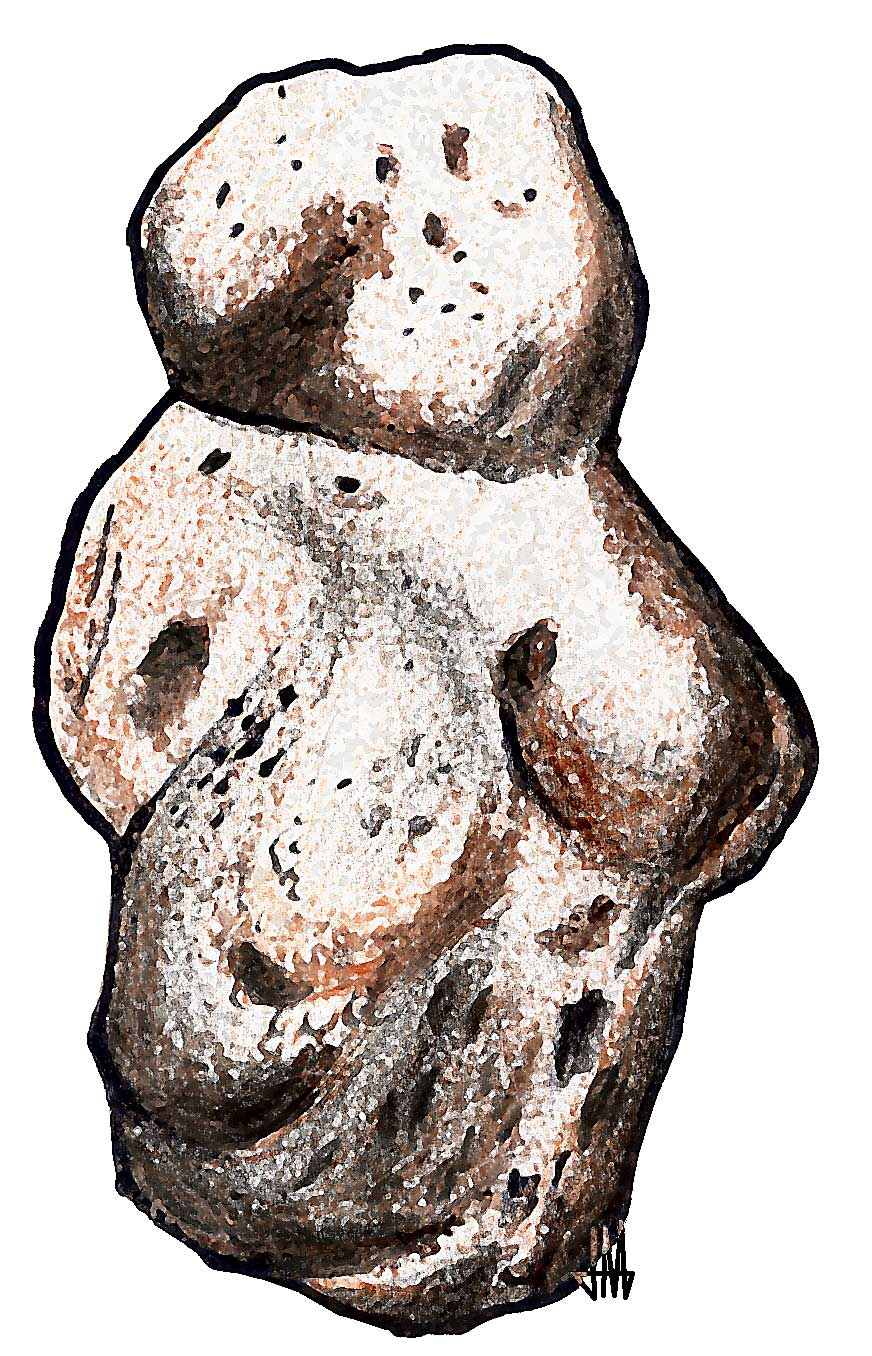
Venuše od jezera Ram

Jezero bývá ztotožňováno s jezerem Phiale, zmiňovaným Josefem Flaviem. Délka jezera je 850 m, šířka 600 m a průměrná hloubka asi 10 m (na konci léta 6 m).
Nedaleko je paleolitické naleziště (z doby před 800 - 235 tisíci lety), kde v létě 1981 archeoložka Na'ama Goren-Inbar z Hebrejské univerzity v Jeruzalémě nalezla sošku Venuše, velikou jen 35 mm.